# My Name Is Julia Ross
My Name Is Julia Ross is een Amerikaanse film noir uit 1945 onder regie van Joseph H. Lewis. In Nederland werd de film destijds uitgebracht onder de titel De vrouw in het rood.

## Verhaal
Julia Ross wordt in dienst genomen door een rijke weduwe. Twee dagen later wordt ze wakker in een ander huis met een nieuwe identiteit. Ze krijgt er te horen dat ze de schoondochter is van de rijke weduwe en dat ze een zenuwinzinking heeft gehad. Ze komt er al snel ook achter dat de zoon van de weduwe zijn vrouw heeft vermoord.

## Rolverdeling
| Acteur              | Personage      |
| ------------------- | -------------- |
| Nina Foch           | Julia Ross     |
| Dame May Whitty     | Mevrouw Hughes |
| George Macready     | Ralph Hughes   |
| Roland Varno        | Dennis Bruce   |
| Anita Sharp-Bolster | Sparkes        |
| Doris Lloyd         | Mevrouw Mackie |